# ハンシュ＝アレーナ
ハンシュ＝アレーナ（ドイツ語: Hänsch-Arena）は、ドイツ・ニーダーザクセン州メッペンに所在するサッカー競技場である。

## 概要
SVメッペンの本拠地として用いられているスタジアムで収容人数は1万3696人である。